# Sumpfkalk
Sumpfkalk ist eine Aufschlämmung (Suspension) von Calciumhydroxid (Ca(OH)2, Kalkhydrat, Löschkalk) in Wasser. Der Name Sumpfkalk kommt von der sehr alten Technik des Einsumpfens des Kalks in einer Grube, nachdem der Branntkalk mit Wasserüberschuss abgelöscht wurde.
Wird der Grubenkalk nach Monaten oder Jahren wieder aus der Grube gestochen, so ist er fein und geschmeidig, aber relativ fest, und oberhalb des gelöschten Kalks hat sich das sogenannte Kalksinterwasser abgesetzt.
Kalkbrei, Sumpf- oder Fettkalk wird die zähe teigig bis joghurtartige Suspension genannt, die nur mit wenig Wasser vermischt wurde. Verdünnt man diese weiter, so erhält man die wässrige Kalkmilch, die als Kalktünche (Kalkfarbe) verwendet werden kann.
Mischungen mit Gesteinsmehl und Gesteinskörnung werden als Kalkschlämme oder Kalkmörtel verwendet.

## Herstellung
Zur Herstellung von Sumpfkalk wird Branntkalk (also gebrannter, aber ungelöschter Kalk) traditionell mit der zweieinhalb- bis dreifachen Menge Wasser vermischt. Der Branntkalk reagiert unter starker Wärmeentwicklung zu Löschkalk (Calciumhydroxid bzw. Kalkhydrat). Wenn die Wärme nicht rasch abgeführt wird, beginnt das Gemisch zu sieden und die Suspension erscheint wie eine kochende, dicke Suppe.
Beim handwerklichen Löschen von Branntkalk in Form von Stückkalk bilden sich sogenannte „Kalkspatzen“, die in vielen historischen Mauermörteln zu finden sind. Kalkspatzen sind bei der Verwendung des Löschkalks als Kalkfarbe und Putzmörtel unerwünscht, da sie noch Nachlöschen und kleine Fehlstellen in Mörtel oder Malschicht hervorrufen. Bis alle Kristallisationsvorgänge zum Abschluss kommen, ist eine relativ lange Lagerung erforderlich, die letztlich über die Qualität entscheidet.

## Eigenschaften
Branntkalk und Löschkalk sind stark basische Stoffe. Bereits durch kleine Spritzer Branntkalk werden die Augen stark geschädigt.
Auch Calciumhydroxid (Löschkalk, Sumpfkalk) ist reizend und kann zu schweren Augenschäden führen.
Im Kalkbrei wird zwar der größte Teil des Calciumhydroxids suspendiert, ein Teil geht jedoch in Lösung. Die wässrige Phase des Breis reagiert daher stark alkalisch, reizt die Haut und verursacht bei längerer Einwirkung Verätzungen. Besonders empfindlich sind die Schleimhäute und Augen.
Daher sollte bei der Verarbeitung geeignete Schutzausrüstung wie Handschuhe und Schutzbrille verwendet werden.
Beim Kontakt mit der Luft nimmt Calciumhydroxid Kohlenstoffdioxid auf, gibt Wasser ab und reagiert zu Calciumcarbonat, also Kalkstein.
Sumpfkalk sollte nicht in Aluminiumbehältern aufbewahrt werden, da Korrosion auftreten kann.

## Abtönen
Zum Abtönen sind nur kalkechte Pigmente geeignet. Werden keine weiteren Bindemittel zugegeben, lassen sich in der Regel nur Pastelltöne erreichen, da reines Calciumhydroxid nur einen Pigment-Anteil von rund 5 % binden kann.

## Verwendung

### Anstrichmittel
Sumpfkalk wird als Anstrichmittel nur mit Wasser verdünnt als Kalktünche oder mit Füllstoffen vermengt als Bindemittel in Kalkfarbe, Kalkkaseinfarbe und anderen Mineralfarben verwendet.
Nach dem Auftragen der Kalkmilch auf den Malgrund bindet das Calciumhydroxid durch Aufnahme von Kohlenstoffdioxid ab.
Vor der Verwendung als Farbe wird der dickflüssige Kalkbrei mit Wasser vermischt, bis er durchscheinend milchig ist und auf einer Messerklinge noch das Metall durchschimmert (Handwerkerregel).
Kalkmilch wirkt wegen seiner alkalischen Reaktion keimtötend und wurde früher auch aus hygienischen Gründen zum Weißen von Wänden in Tierställen verwendet. Auch zur notdürftigen Sterilhaltung von frühen medizinischen Einrichtungen, Aborten oder Lagerstätten von Kadavern sowie zur Ledergerbung wurde Kalkwasser eingesetzt.

### Schlämme und Mörtel
Sumpfkalk mit drei bis höchstens vier Teilen Sand ergibt Kalkmörtel zur Verwendung als Mauer- und Putzmörtel.
Verdünnter Mörtel bzw. Kalkmilch mit zugesetztem Gesteinsmehl oder Feinsand wird als Kalkschlämme bezeichnet und ähnlich angedickter Kalkfarbe als Überzug auf mineralische Oberflächen gestrichen.

### Mosaik
Bei bestimmten Techniken des Mosaiksetzens wird eine Mischung aus Sumpfkalk und feinem Flusssand sowie Wasser als provisorische Basis verwendet. Diese Basis bleibt über Wochen und Monate hinweg elastisch und weich, wenn sie zwischen den Arbeitszeiten mit einer Plastikfolie bedeckt wird, so dass die Mosaiksteine in einem längeren Zeitraum gesetzt werden können. Am Ende wird das Mosaik mittels einer mit wasserlöslichem Kleber auf die Vorderseite geklebten Lage Mull aus der Kalk-Sand-Mischung gehoben und auf die endgültige Basis (häufig Zement) versetzt, der Mull anschließend entfernt.

### Restaurierung
In der Restaurierung legt man besonderen Wert auf lange Sumpfzeiten und der als Kirchenkalk vertriebene Kalk lagert 20 bis 25 Jahre in der Kalkgrube.
Zur Restaurierung von Bauwerken, Skulpturen und Bildwerken wird Kalkfarbe an die vorhandenen Untergründe angepasst.
Neben Wasser und Calciumhydroxid, die je nach Einsatzgebiet in Verhältnissen zwischen pastösem 1:3 und wässrigem 3:1 gemischt werden, finden diverse zusätzliche Bindemittel Verwendung (Saccharide, organische Leime, Acrylate) und Zuschlagstoffe wie Champagnerkreide oder Titandioxid, die auch weißtönen, sowie auch zusätzliche Pigmente.
Der Sumpfkalk kann dann als Kalksinterwasser (für Freskofarben), Wandfarbe, Kalkschlämme, Kalkspachtelmasse oder Kalkputzmasse eingesetzt werden. Bei letzteren wird feiner Sand zugesetzt, anderen auch Marmormehle, und die Verarbeitungsstärke wird dicker.
Speziell eingestellte Kalkwerkstoffe härten schneller oder langsamer, haften gut am Untergrund, zeigen eine geringe Kreidung (sind wischfest) und eine niedrige Oberflächenspannung.

### Als Chemikalie
Der Begriff Kalkmilch (lat. Lac calcis) wird in der Chemie verwendet. Sie stellt dort eine verdünnte Suspension dar, aus der man nach dem Filtrieren Kalkwasser, also eine gesättigte Calciumhydroxid-Lösung erhält. Dieses dient zum einfachen Nachweis von CO2 (Kohlenstoffdioxid).
In der Chemie wird Kalkmilch für viele Verfahren verwendet, bei denen die Alkalität zum Abbinden von Säuren benötigt wird. Beispielsweise werden in der Wasseraufbereitung für Entsäuerung und Entcarbonisierung und in der Rauchgasentschwefelung für viele Nassverfahren große Mengen an Kalkmilch verwendet.

## Vorteile
Kalkputz wie auch Kalkfarbe sind billig, feuchtigkeitsbeständig, wirken desinfizierend und fungizid. Schimmelpilz kann auf Kalkputz und Kalkfarbe nicht überleben, da sie stark alkalisch sind.
Sumpfkalk bedarf keinerlei synthetischer Stoffe, weder in der Herstellung, noch in Form von Zusatzstoffen wie z. B. gegen Schimmelbefall. Er ist daher sehr umweltfreundlich. Allerdings ist er stark alkalisch und darf nicht in Böden oder Gewässer gelangen. Nach dem Abbinden ist Kalkfarbe kaum wasserlöslich, daher geht durch Auswaschen davon keine Umweltgefahr aus. Saurer Regen kann sie zwar auflösen, aber nicht in großen Mengen in kurzer Zeit, zudem ist die entstehende Lösung dann nicht stark alkalisch.

## Nachteile
Kalk ist sehr empfindlich gegenüber Verfärbungen durch Eisen (Stockflecken) und Sulfate, also im bodennahen Bereich. Insbesondere auf gipshaltigen Untergründen kommt es zu Ausblühungen und – weil Gips hygroskopisch ist, Calciumcarbonat aber hydrophob – zu Schwefelfraß (Umwandlung von Kalk in Gips).
Die Anfälligkeit des Kalks gegenüber zu schnellem Austrocknen machen ihn bei warmem Wetter und insbesondere bei direkter Sonneneinstrahlung unbrauchbar. Daneben verträgt er in der Abbindezeit auch keine Temperaturen unter 4 °C. Diese Einschränkungen der Verarbeitungszeiten haben dazu geführt, dass er aus dem gewerblichen Bauwesen zwischenzeitlich fast vollständig verdrängt wurde.
Neuerung in Außenbereichen üblich.